# Житомирська область
Жито́мирська о́бласть (Житомирщина) — область на півночі України, в межах Поліської низовини, на півдні в межах Придніпровської височини. На сході межує з Київською, на півдні з Вінницькою, на заході з Хмельницькою та Рівненською областями України. Адміністративним центром є м. Житомир. Створена 22 вересня 1937 року з західних районів Київської області.
Складається з Житомирського, Бердичівського, Коростенського та Звягельського районів. Має 12 міст (Бердичів, Житомир, Коростень, Малин, Звягель), (Андрушівка, Баранівка, Коростишів, Овруч, Олевськ, Радомишль, Чуднів), 43 селища міського типу, 1619 сільських населених пунктів.

## Географія
Область розташована у двох природно-кліматичних зонах, північна її частина — у зоні Полісся, південна — у межах Лісостепу.

### Рельєф
Житомирська область має вигляд хвилястої рівнини із загальним зниженням на північ і північний схід (від 280—220 м до 150 м і менше). Більша частина області (південна і південно-західна) лежить у межах Придніпровської та Волино-Подільської височин. Північно-східну частину займає Поліська низовина. На півночі області знаходиться Словечансько-Овруцький кряж із найвищою точкою 330 м над рівнем моря, крім того, на території області є Білокоровицько-Топильнянський та Озерянський кряжі.

### Клімат
Клімат Житомирської області помірно континентальний, з вологим літом та м'якою зимою. Середньорічна температура ≈10 °C, середня температура січня — 4-5 °C, а в липні — близько +20 °C. Річна кількість опадів на півночі ≈600 мм, а на півдні ≈570 мм. Вегетаційний період у середньому становить 240 днів. Немало шкоди завдає господарству області таке метеорологічне явище як град (до шести днів за рік), сильні літні зливи.

### Гідрографія
Територією області протікає 221 річка загальною довжиною 5366 км. Всі річки належать до басейну Дніпра. Найбільші за довжиною річки в межах області: Тетерів — 247 км (притока Гнилоп'ять — 99 км), Случ (притока Горині) — 194 км, Ірпінь — 174 км, Уж — 159 км, Ірша — 136 км. На Житомирщині чимало великих озер. Найбільші з них — Чорне, Озерянське, Дуже, Дідове, Прибиловецьке — розташовані в басейні річки Уборть.

### Ґрунти й рослинність
Ґрунти: на півночі — дерново-підзолисті; на півдні — чорноземи звичайні. Ліси займають площу 750,2 тис.га (2007).

### Природно-заповідний фонд

Олені

На території області існує 290 об'єктів  ПЗФ загальною площею 143256,0263 га, у тому числі 10 заказників загальнодержавного значення, 95 заказники місцевого значення, а також близько 100 пам'яток природи, 24 парки-пам'ятки садово-паркового мистецтва та 4 дендропарки.
Великим об'єктом ПЗФ Житомирщини є Поліський природний заповідник, створений 1968 року на півночі області на території Коростенського району. Площа заповідника сягає майже 20 тис. га. Відсоток заповідності становить 4,8 %.

## Історія
100 тисяч років тому на території Житомирської області вже мешкали первісні люди. До найдавніших палеолітичних стоянок відноситься Радомишльська на річці Тетерів та стоянки поблизу сіл Довгиничі, Клинець і Колодяжне — Коростенського району. Люди тут жили первісними родами та займалися переважно мисливством.
Пам'ятки трипільської культури виявлені на території сіл Троянова, Паволоч Житомирського, Райки Бердичівського, районів та в інших місцях. Пам'ятки епох міді та бронзи знайдені в Житомирському районі, на околицях Житомира.
У 5-7 століттях нової ери територія області була заселена древніми східнослов'янськими племенами: північ — древлянами, центральна частина і південь — полянами, які займались землеробством і скотарством. Древляни займались також мисливством, бджільництвом, виробництвом ювелірних прикрас, торгівлею. У 9 сторіччі з'являються міста, що стають центрами ремесел і торгівлі: Вручий (Овруч), Іскорость (Коростень).
У ранньофеодальний період (11 — початок 12 сторіччя) сучасна територія Житомирської області входила до складу міцної (зі столицею в Києві) давньоруської східнослов'янської держави — Київської Русі. Волинь і Полісся, за відомим істориком І. Крип'якевичем, належали до слов'янської прабатьківщини, були колискою українського народу.
У другій половині 12 сторіччя, внаслідок розпаду Київської Русі, територія краю увійшла до Київського князівства. У першій половині 13 сторіччя разом з іншими слов'янськими землями, Житомирщина потрапила під ярмо ординських завойовників. У 1350–1360 роках Східною Волинню заволоділи литовці.
У 14-16 століттях більша частина території сучасної Житомирщини входила до складу Київського воєводства, утвореного 1471 році замість Київського князівства. Після Люблінської унії (1569 рік) Литва об'єдналася з Польщею в єдину державу — Річ Посполиту. З цього часу волинські землі були загарбані польськими магнатами. Народ зазнавав гніту від польської шляхти. Тому історичний розвиток краю починається з кінця 16 століття і позначений масовими селянськими повстаннями (Северина Наливайка, Семена Палія, визвольної війни під проводом Богдана Хмельницького, гайдамаччини тощо).
За результатом трьох поділів Польщі (1772, 1793, 1795 роки) Волинь разом з Київщиною і Поділлям увійшли до складу Російської імперії. Територія краю увійшла до складу Волинської та частково до Київської губерній, утворених царським указом в 1797 році. Центром Волинської губернії від 1804 року став Житомир, який казна викупила у графа Ільїна.
Починаючи від 19 століття розвиток економіки Волинської губернії відбувався за умов участі її в єдиному ринку Російської імперії, йшов процес розкладу феодально-кріпосницького ладу й розвитку капіталістичних відносин. Поглиблювався суспільний поділ праці, розвивалася торгівля, зростала кількість міського населення. Однак, не зважаючи на деякий розвиток виробництва і торгівлі, Волинська губернія була однією з економічно відсталих земель.
На Житомирщині побутувала давня поліська іконописна традиція. Поліські домашні ікони впізнаються за «екологічним» тлом темно-синього або темно-зеленого кольору. Зображення святих статичні, з глибокими очима; писалися на фоні природи, особливо пейзажів (дерев, неба, лісу). На іконах нерідко зображалися квіти. Існує припущення, що ця традиція нагадує про дохристиянські часи, коли давні слов'яни прикрашали квітами зображення своїх богів і духів. Нині зібрання поліських ікон знаходиться в експозиції Музею української домашньої ікони в історико-культурному комплексі «Замок Радомисль».
В 1917 році село входить до складу Української Народної Республіки.
У листопаді 1921 року, під час Листопадового рейду, теренами області пролягав шлях Волинської (командувач — Юрій Тютюнник) та Подільської групи (командувачі: Михайло Палій-Сидорянський та Сергій Чорний) Армії Української Народної Республіки.
Внаслідок поразки Перших визвольних змагань область надовго окупована більшовиками.
|                                                     |  |  |
| Ювілейна монета НБУ присвячена Житомирській області |  |  |

З жовтня 1937 року по листопад 1938 року в ході сталінських репресій на Житомирщині органами НКВС СРСР було засуджено 20 168 осіб, з яких 16 676 осіб або 82,7 % — до розстрілу, інші засуджені відбували покарання у виправно-трудових таборах.

Житомирсько-Бердичівська наступальна операція 1943-1944

У часи німецько-нацистської окупації територія області входила до генеральної округи Житомир. З 1943 по 1944 рік проводилася Житомирсько-Бердичівська наступальна операція.
У селі Сушки Коростенського району на вулиці Рудня відбувся останній бій бійців УПА проти військ НКВС на Житомирщині. У Сушках було встановлено спеціальний пам'ятний знак на честь загиблих повстанців «сотні Романа». Розпочавшись вночі, нерівний бій тривав майже 10 годин, хоча бійців Української повстанської армії було всього двоє проти кількох сотень бійців КДБ. Для українців цей нерівний бій завершився трагічно.

Житомирська область 1960 року.

Житомирщина постраждала після аварії на Чорнобильській АЕС.

### Епідемія коронавірусу
У березні 2020 року в місті Радомишль Житомирської області одна літня мешканка (71 рік) була інфікована коронавірусом. Вже 12 березня 2020 року вона померла від хвороби. Через це все місто було закрито на карантин. Під нагляд помістили 6 осіб, родичів хворої. Через це також дезінфікували церкву, яку відвідувала жінка.
16 березня 2020 року у Києві було зафіксовано зараження студента коронавірусом, який відвідував сім'ю зараженої жінки в Житомирській області.

### Адмінреформа 2020 року
У 2020 році 23 райони області було реформовано у 4.

## Адміністративно-територіальний устрій

### Загальна інформація
Адміністративний центр області — місто Житомир.
У складі області:
- районів — 4;
- районів у містах — 2;
- населених пунктів — 1668, в тому числі:
  - міського типу — 55, в тому числі:
    - міст — 12, в тому числі:
      - районних центрів — 4;
      - інших — 8;

    - селищ міського типу — 43;

  - сільського типу — 1613, в тому числі:
    - сіл — 1593;
    - селищ — 20.

У системі місцевого самоврядування:
- районних рад — 4;
- районних рад у містах — 2;
- міських громад — 12;
- селищних громад — 22;
- сільських громад — 32.

### Райони
| № | Назва         | Адм. центр   |
| - | ------------- | ------------ |
| 1 | Бердичівський | м. Бердичів  |
| 2 | Житомирський  | м. Житомир   |
| 3 | Коростенський | м. Коростень |
| 4 | Звягельський  | м. Звягель   |

### Райони у містах
| № | Район         | Входження  |
| - | ------------- | ---------- |
| 1 | Богунський    | м. Житомир |
| 2 | Корольовський | м. Житомир |

## Економіка

### Корисні копалини
Є запаси будівельних пісків, пірофілітових сланців, керамічних глин і ряду інших видів мінеральної будівельної сировини, є великі поклади габро, гранітів, лабрадоритів. Присутні також рідкісноземельні елементи — ванадій, скандій, гафній, торій, які мають значний попит на світовому ринку. У межах Іршанського титанорудного району видобувають ільменіт (оксид титану).
Перспективним є родовище мармуру, який має малюнок надзвичайної краси, добре полірується.
В області видобувається кольоровий напівдорогоцінний камінь — берил, топаз, кварц з подальшою його обробкою та виготовленням ювелірних виробів.
В Олевському районі наявні значні поклади бурштину. Його видобуток ведеться приватними особами практично безконтрольно, що, безсумнівно, може значно впливати на рівень злочинності.

#### Родовища корисних копалин
- Головинське родовище лабрадориту
- Ємельянівське родовище граніту
- Коростенське родовище граніту
- Коростишівське родовище граніту
- Лезниківське родовище граніту
- Іршанський титанорудний район
- Миропільське граніто-гнейсове родовище
- Малотокарівське родовище польового шпату
- Федорівське титан-апатитове родовище

## Злочинність
Рівень злочинності за 2012 рік на 10 тис. населення складає 79,2 злочинів, з них 30,7 тяжких та особливо тяжких.

## Демографія
| 1688,9                                 | 1605,6 | 1626,4 | 1596,8 | 1545,4 | 1389,3 | 1302,0 | 1279,0 | 1273,2 | 1268,9 | 1262,5 | 1217,0 |
| В період з 1939 по 2019 рік (тис. ос.) |        |        |        |        |        |        |        |        |        |        |        |

Чисельність наявного населення станом на 1 квітня 2019 року становить 1 млн 217 тис. осіб (2,9 % від населення України), в порівнянні у 2014 — 1 млн 225 тис. осіб (міського населення — 739,7 тис. осіб, сільського — 522,8 тис. осіб).
Національний склад населення Житомирської області станом на 2001 рік.
| №  | Національність | Кількість осіб | %        |
| -- | -------------- | -------------- | -------- |
| 1  | Українці       | 1 254 855      | 90,32 %  |
| 2  | Росіяни        | 68 851         | 4,96 %   |
| 3  | Поляки         | 49 046         | 3,53 %   |
| 4  | Білоруси       | 4 924          | 0,35 %   |
| 5  | Євреї          | 2 670          | 0,19 %   |
| 6  | Молдовани      | 1 425          | 0,10 %   |
| 7  | Німці          | 994            | 0,07 %   |
| 8  | Чехи           | 839            | 0,06 %   |
| 9  | Вірмени        | 820            | 0,06 %   |
| 10 | Цигани         | 785            | 0,06 %   |
| 11 | Інші           | 4 084          | 0,29 %   |
|    | Разом          | 1 389 293      | 100,00 % |

### Найбільші населені пункти
Міські населені пункти з кількістю жителів понад 5,5 тисяч:
| Житомир    | ▼ 266,9 | Андрушівка  | ▼ 8,6 |
| Бердичів   | ▼76,2   | Хорошів     | ▼7,6  |
| Коростень  | ▼63,5   | Романів     | ▼7,6  |
| Звягель    | ▬56,3   | Іршанськ    | ▼6,7  |
| Малин      | ▼26,2   | Ємільчине   | ▼6,6  |
| Коростишів | ▼25,4   | Озерне      | ▬5,9  |
| Овруч      | ▼15,8   | Попільня    | ▼5,7  |
| Радомишль  | ▼14,6   | Чуднів      | ▼5,6  |
| Баранівка  | ▼11,8   | Нова Борова | ▼5,5  |
| Олевськ    | ▬10,5   | Пулини      | ▲5,5  |
| Черняхів   | ▼9,5    |             |       |

### Мова
Рідна мова населення області за результатами переписів, %
|            | 1959 | 1970 | 1989 | 2001 |
| ---------- | ---- | ---- | ---- | ---- |
| українська | 83,2 | 89,6 | 87,2 | 93,0 |
| російська  | 8,9  | 9,4  | 12,0 | 6,6  |
| інша       | 7,9  | 1,0  | 0,8  | 0,4  |

#### Мораторій на публічне використання російськомовного культурного продукту
25 жовтня 2018 року рішенням Житомирської обласної ради у Житомирській області було запроваджено мораторій на публічне використання російськомовного культурного продукту.

## Економіка та промисловість
Впродовж 11 місяців 2007 року обсяги промислового виробництва проти торішнього зросли на 9,3 %, що більше ніж передбачено програмою на 2007 рік на 4,3 процентних пункти.
Позитивна динаміка розвитку промисловості утримується за рахунок високих темпів приросту виробництва у:
- машинобудуванні (+22,3 %, за програмою +3 %);
- хімічній (+17,8 %, за програмою +5,5 %);
- добувній промисловості (+16,9,%, за програмою +10,6 %);
- целюлозно-паперовому виробництві (+24,8 %, за програмою +6,5 %);
- оброблені деревини та виробництві виробів з неї (+12,1 %, за програмою +6 %);
- виробництві неметалевої мінеральної продукції (+10,2 %, за програмою +2,5 %);
- та харчовій промисловості (+6,0 %, за програмою +3 %).

Не зважаючи на сезонне скорочення виробництва, зберігається позитивна тенденція в харчовій промисловості, де за підсумками 11 місяців приріст становить 6,0 %.
Приріст обсягів виробництва у галузі забезпечено за рахунок збільшення випуску круп'яних, кондитерських та ковбасних виробів.
У машинобудуванні зберігаються позитивні тенденції розвитку виробництва за рахунок збільшенням обсягів виготовлення машин та устаткування сільськогосподарського призначення, верстатів з оброблення металів та вузлів для хімічного устаткування.
В хімічній промисловості нарощування обсягів виробництва відбулося за рахунок випуску фарби та лаків на основі полімерів та лікарських препаратів.
Зростання темпів виробництва неметалевих мінеральних виробів забезпечене збільшенням випуску збірних бетонних та залізобетонних виробів для будівництва, лабораторного посуду зі скла, місткостей для харчових продуктів та цегли керамічної.
Утримуються позитивні тенденції розвитку добувної промисловості (+16,9 %). Приріст забезпечено за рахунок нарощування обсягів видобування піску, гальки, гравію, щебеню та каменю для будівництва.
Нестабільним виявився цей рік для легкої промисловості. За підсумками 11 місяців обсяги виробництва у галузі зменшились на 1,6 % до торішнього показника. Головною причиною такого становища стало зменшення виробництва лляних тканин, жіночих костюмів та одягу для дітей.

### Промисловість у районах і містах
Зростання обсягів промислового виробництва відбулося у 14 районах та усіх містах обласного підпорядкування. Найбільший приріст забезпечено у Житомирському, Звягельському, Коростенському районах, а серед міст — у Коростені, Малині та Звягелі.

## Транспорт

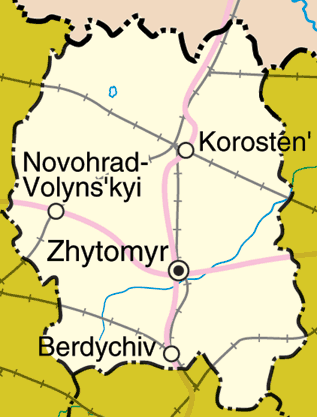
Основні транспортні шляхи Житомирської області

З початку 2007 року перевезено вантажним транспортом: 18,3 млн тонн вантажів, що на 16,6 % більше за торішній показник. Вантажообіг зріс на 32 % і становить 3524,3 млн тоннокілометрів.
На залізниці пасажирські перевезення з початку року скоротились на 2,3 % проти торішнього періоду і склали 9,1 млн осіб. Пасажиропотік зріс на 2,1 % і становив 1066,6 млн пасажиро-кілометрів.

### Залізничний
У області є 6 вузлових залізничних станцій (в порядку спадання важливості): Коростень, Житомир, Бердичів, Новоград-Волинськ-1, Овруч, Білокоровичі.
Від станцій Житомир та Коростень як промінчики розходяться в п'яти напрямках залізничні магістралі.
Від Житомира:
- На Білорусь (через Коростень, Овруч);
- На Вінницю через Бердичів, Козятин;
- На Київ через Фастів;
- На Шепетівку через Звягель;
- На Коростишів.

Від Коростеня:
- На Здолбунів через Звягель, Шепетівку;
- На Вінницю через Житомир, Бердичів;
- На Київ через Малин, Клавдієве, Бородянку, Бучу, Святошин;
- На Ковель через Лугини, Білокоровичі, Олевськ, Сарни;
- На Словечне через Бехи, Овруч, Бережесть, Виступовичі.

### Автомобільний
Через область проходять автошляхи E40? Мінськ—Ізмаїл, Біла Церква—Кременець, наразі не в найкращому стані.
За січень-жовтень 2014 року автотранспортом перевезено 58,7 млн пасажирів, що на 0,8 % перевищує аналогічний показник за січень-жовтень 2013 року. Зростання пасажиропотоку становить 5,8 % і досягло 1009,8 млн пасажиро-кілометрів.

## Засоби масової інформації

### Друковані
- Газети Коростеня‎ (2 С)
- Житомирщина (газета)
- Клич нації
- Малинські новини

### Телеканали

#### Регіональні
- Суспільне Житомир
- СК1
- ВІК

#### Місцеві
- Коростень ТБ (Коростень)

### Радіостанції

#### Регіональні
- Українське радіо. Житомир

#### Місцеві
- NewDay FM (Коростень)
- NewDay FM (Житомир)
- Рекорд FM (Бердичів)
- 106,1 FM (Житомир)
- Коростень FM (Коростень)

## Соціальна інфраструктура
В Житомирській області розвинута соціальна інфраструктура. До послуг населення розгалужена мережа об'єктів роздрібної торгівлі — понад 4 тис., близько 1 тис. підприємств громадського харчування, понад 600 юридичних та 1,5 тис. фізичних осіб-об'єктів служби побуту, 1152 клубних установи, 953 масових бібліотек, 2 театри, філармонія, 32 дитячі музичні, 6 художніх та 3 школи мистецтв, 4 парки культури та відпочинку, 4 державні та 43 музеї на громадських засадах, а також приватний Музей української домашньої ікони (м. Радомишль).
В області працює 25 вищих навчальних закладів, 931 державна та 6 приватних школи, 4 гімназії, 2 ліцеї.

## Відомі люди
Детальніше: Персоналії: Житомирська область
- Корольов Сергій Павлович — радянський вчений у галузі ракетобудування та космонавтики, конструктор.
- Леся Українка — українська письменниця, перекладач, культурний діяч.
- Володимир Короленко — письменник українського та польського походження, журналіст, публіцист і громадський діяч.
- Олег Ольжич — український поет, археолог і політичний діяч, син Олександра Олеся.
- Ріхтер Святослав Теофілович — український радянський піаніст німецького походження.
- Зарембський Юліуш — польський композитор і піаніст.
- Лятошинський Борис Миколайович — український композитор, диригент і педагог, вважається одним з основоположників модерного напрямку в українській музиці.
- Стецюк Олександр Михайлович — український композитор, диригент, педагог, заслужений діяч мистецтв України.
- Ігнатій-Фелікс Добржинський — всесвітньо відомий польський композитор першої половини XIX ст.
- Ян Станіслав Ілінський — відомий польський композитор і поет.
- Фещенко-Чопівський Іван Адріянович — вчений-металург, громадський і політичний діяч, міністр Центральної Ради та Директорії.
- Дідух Леонід Дмитрович — вчений в галузі фізики твердого тіла, доктор фізико-математичних наук, професор кафедри фізики Тернопільського національного технічного університету імені Івана Пулюя.
- Пелех Юрій Володимирович — український вчений, засновник і розробник нового напряму педагогічної науки — аксіопедагогіка, доктор педагогічних наук, професор.
- Тарасюк Борис Іванович — український політик і дипломат.
- Трохимчук Віктор Васильович — український вчений, доктор фармацевтичних наук, професор, декан Одеського національного медичного університету.
- Литвин Володимир Михайлович — український політик, Голова Верховної Ради України.
- Шарварко Борис Георгійович — український режисер фестивалів, концертних програм, театралізованих вистав.
- Фоя Людмила Адамівна — українська підпільниця, активістка УПА, учасниця контррозвідувальної операції проти НКВС.
- Барановський Христофор Антонович — член Української Центральної Ради.
- Березняк Саватій Іванович — член Української Центральної Ради.

## Партнери
- штат Індіана, Сполучені Штати Америки[16]